# 第4次デ・ガスペリ内閣
第4次デ・ガスペリ内閣（だい4じデ・ガスペリないかく、イタリア語: Governo De Gasperi IV）は、イタリアの第3代内閣である。

## 概要
第2次バドリオ内閣以降、社会党と共産党の両党共に与党から排除された初の内閣である。両党の排除により、これまでの内閣に比べ、中道色が強くなった。

## 信任投票結果
| 第4次デ・ガスペリ内閣信任投票 |        |           |
| イタリア議会                  | 投票数 | 得票数    |
| 憲法制定議会                  | 賛成   | 334 / 556 |
| 憲法制定議会                  | 反対   | 222 / 556 |

## 政党内訳

### 発足時
- キリスト教民主党 (DC) - 11人（デ・ガスペリ含む）
- イタリア自由党 (PLI) - 3人
- 無所属 - 3人

### 終了時
- キリスト教民主党 (DC) - 10人（デ・ガスペリ含む）
- イタリア勤労者社会党 (PSLI) - 3人
- イタリア共和党 (PRI) - 2人
- イタリア自由党 (PLI) - 2人
- 無所属 - 3人

## 地理的内訳

### 発足時
| 地域                               | 首相 | 大臣 | 次官 | 合計 |
| ---------------------------------- | ---- | ---- | ---- | ---- |
| トレンティーノ＝アルト・アディジェ | 1    | -    | -    | 1    |
| ピエモンテ州                       | -    | 3    | 4    | 7    |
| ロンバルディア                     | -    | 3    | 3    | 6    |
| カンパニア                         | -    | 1    | 4    | 5    |
| トスカーナ                         | -    | 4    | -    | 4    |
| プッリャ                           | -    | 1    | 2    | 3    |
| シチリア                           | -    | 1    | 2    | 3    |
| ラツィオ                           | -    | 1    | 1    | 2    |
| マルケ                             | -    | 1    | 1    | 2    |
| エミリア＝ロマーニャ               | -    | 1    | -    | 1    |
| リグーリア                         | -    | 1    | -    | 1    |
| サルデーニャ                       | -    | 1    | -    | 1    |
| ヴェネト                           | -    | 1    | -    | 1    |
| フリウリ＝ヴェネツィア・ジュリア   | -    | -    | 1    | 1    |

## 人事

### 閣僚
| 職名                    | 氏名 | 氏名                             | 在任期間                       | 所属党派 | 所属党派             |
| ----------------------- | ---- | -------------------------------- | ------------------------------ | -------- | -------------------- |
| 閣僚評議会議長 （首相） |      | アルチーデ・デ・ガスペリ         | 1947年5月31日 – 1948年5月24日  |          | キリスト教民主党     |
| 副首相                  |      | ルイージ・エイナウディ           | 1947年5月31日 – 1948年5月24日  |          | イタリア自由党       |
| 副首相                  |      | ジュゼッペ・サーラガト           | 1947年12月15日 – 1948年5月24日 |          | イタリア勤労者社会党 |
| 副首相                  |      | ランドルフォ・パッチャルディ     | 1947年12月15日 – 1947年5月24日 |          | イタリア共和党       |
| 外相                    |      | カルロ・スフォルツァ             | 1948年5月31日 – 1948年5月24日  |          | 無所属               |
| 内務相                  |      | マリオ・シェルバ                 | 1947年5月31日 – 1948年5月24日  |          | キリスト教民主党     |
| イタリア・アフリカ相    |      | アルチーデ・デ・ガスペリ（暫定） | 1947年5月31日 – 1948年5月24日  |          | キリスト教民主党     |
| 司法相                  |      | ジュゼッペ・グラッシ             | 1947年5月31日 – 1948年5月24日  |          | イタリア自由党       |
| 予算相                  |      | ルイージ・エイナウディ           | 1947年6月6日 – 1948年5月24日   |          | イタリア自由党       |
| 財務相                  |      | ルイージ・エイナウディ           | 1947年5月31日 – 1947年6月6日   |          | イタリア自由党       |
| 財務相                  |      | ジュゼッペ・ペッラ               | 1947年6月6日 – 1948年5月24日   |          | キリスト教民主党     |
| 大蔵相                  |      | グスタボ・デル・ヴェッキオ       | 1947年5月31日 – 1948年5月24日  |          | 無所属               |
| 国防相                  |      | マリオ・シンゴラーニ             | 1947年5月31日 – 1948年5月24日  |          | キリスト教民主党     |
| 国防相                  |      | シプリアーノ・ファッキネッティ   | 1947年5月31日 – 1948年5月24日  |          | イタリア共和党       |
| 教育相                  |      | グイド・ゴネラ                   | 1947年5月31日 – 1948年5月24日  |          | キリスト教民主党     |
| インフラ整備交通相      |      | ウンベルト・トゥピニ             | 1947年5月31日 – 1948年5月24日  |          | キリスト教民主党     |
| 農林食品政策相          |      | アントニオ・セーニ               | 1947年5月31日 – 1948年5月24日  |          | キリスト教民主党     |
| 交通相                  |      | グイド・コルベリーニ             | 1947年5月31日 – 1948年5月24日  |          | キリスト教民主党     |
| 通信相                  |      | ウンベルト・マーリン             | 1947年5月31日 – 1947年12月15日 |          | キリスト教民主党     |
| 通信相                  |      | ルドヴィーコ・ダラゴナ           | 1947年12月15日 – 1948年5月24日 |          | イタリア勤労者社会党 |
| 商工相                  |      | ジュゼッペ・トニーニ             | 1947年5月31日 – 1947年12月15日 |          | キリスト教民主党     |
| 商工相                  |      | ロベルト・トレメローニ           | 1947年12月15日 – 1948年5月24日 |          | イタリア勤労者社会党 |
| 労働社会保障相          |      | アミントレ・ファンファーニ       | 1947年5月31日 – 1948年5月24日  |          | キリスト教民主党     |
| 外国貿易相              |      | チェーザレ・メルツァゴラ         | 1947年5月31日 – 1948年5月24日  |          | 無所属               |
| 商船相                  |      | パオロ・カッパ                   | 1947年5月31日 – 1948年5月24日  |          | キリスト教民主党     |